# Timothy Duggan
Timothy Duggan (Boulder, 14 novembre 1986) è un ex ciclista su strada statunitense, professionista dal 2007 al 2013.

## Palmarès

### Strada
- 2005 (TIIA-CREF, una vittoria)

1ª tappa Vuelta a Puerto Rico (San Juan, cronometro)
- 2012 (Liquigas-Cannondale, una vittoria)

Campionati statunitensi, Prova in linea Elite

#### Altri successi
- 2008 (Garmin-Chipotle)

4ª tappa Tour de Georgia (Braselton, cronosquadre)
- 2011 (Liquigas-Cannondale)

Premio combattività USA Pro Cycling Challenge

## Piazzamenti

### Classiche monumento
- Giro di Lombardia

2009: ritirato
2010: ritirato

## Piazzamenti

### Competizioni mondiali
- Campionati del mondo su strada

Mendrisio 2009 - In linea Elite: 80º
Copenaghen 2011 - In linea Elite: 174º
Valkenburg 2012 - In linea Elite: ritirato